# Horożanka (gmina)
Horożanka – dawna gmina wiejska w powiecie podhajeckim województwa tarnopolskiego II Rzeczypospolitej. Siedzibą gminy była Horożanka.

## Historia
Gminę utworzono 1 sierpnia 1934 r. w ramach reformy na podstawie ustawy scaleniowej z dotychczasowych gmin wiejskich: Dryszczów, Hnilcze, Horożanka i Panowice.
W marcu 1938 przyznano marszałkowi Edwardowi Śmigłemu-Rydzowi honorowe obywatelstwo gminy.
Po II wojnie światowej obszar gminy znalazł się w ZSRR.